# Večeře, nebo život
Večeře, nebo život (anglicky life-death principle) je v evoluční biologii princip řídící koevoluci predátora a kořisti nebo parazita a hostitele. Jde o to, že přirozený výběr působí intenzivněji na kořist než na predátora, protože prohra boje v případě kořisti znamená smrt, tedy nulovou šanci na další potomky, zatímco v případě predátora pouze snížení biologické zdatnosti ztrátou možnosti získat určité živiny. 
V případě parazita a hostitele je proces obrácený: Pokud hostitel zemře, parazit většinou zemře s ním. V přírodě se proto paraziti nesnaží svého hostitele maximálně „vysát“, a tím na ně působí v závodu ve zbrojení vyšší selekční tlak než na hostitele. Hostitel totiž zbavením se parazita nezíská tolik, co parazit udržením se na živu.
V praxi princip například vyvinul rychlejší běh zajícům než liškám.